# Ђурђени (Њамц)
Ђурђени (рум. Giurgeni) насеље је у Румунији у округу Њамц у општини Ваља Урсулуј. Oпштина се налази на надморској висини од 308 m.

## Становништво
Према подацима из 2002. године у насељу је живело 737 становника, од којих су сви румунске националности.